# Thiemendorf (Heideland)
Thiemendorf ist ein Ortsteil der Gemeinde Heideland im Saale-Holzland-Kreis in Thüringen, die Teil der Verwaltungsgemeinschaft Heideland-Elstertal-Schkölen ist.

## Geografie
Thiemendorf liegt rechts der Bundesautobahn 9 in einem ländlichen Gebiet unweit der Grenze zu Sachsen-Anhalt. Mit Ortsverbindungsstraßen ist der Ort an den öffentlichen Verkehr angeschlossen. Bei Eisenberg erreichen sie die Anschlussstelle zur Bundesautobahn 9. Die Gemarkung des Ortes ist kupiert und mit einem Hain nordöstlich verlaufend unterbrochen.

## Geschichte
Die urkundliche Ersterwähnung von Thiemendorf fand am 9. November 1121 statt.
Die Bergzunge am nordöstlichen Dorfende zwischen Schindegraben und Seitenschlucht war mit der Burg Thimo bebaut. Sie stammte aus dem 12. Jahrhundert. Bei Sanierungsarbeiten 1972/73 legte man noch Keller frei und gestaltete das heutige Umfeld. Eine Straße im Ort erinnert an die Burgstelle.
Thiemendorf gehörte zum wettinischen Kreisamt Eisenberg, welches aufgrund mehrerer Teilungen im Lauf seines Bestehens unter der Hoheit verschiedener Ernestinischer Herzogtümer stand. 1826 kam der Ort mit dem Südteil des Kreisamts Eisenberg und der Stadt Eisenberg vom Herzogtum Sachsen-Gotha-Altenburg zum Herzogtum Sachsen-Altenburg. Ab 1920 gehörte er zum Freistaat Thüringen.

## Wirtschaft
Im Thiemendorf befindet sich ein großer Schweinezuchtbetrieb zur Läuferproduktion mit Gutsverwaltung. Der Betrieb liefert hauptsächlich Läufer an Mastbetriebe.

## Persönlichkeiten
- Selmar Werner (1864–1953), Bildhauer, Maler und Grafiker